# Antony Troncet
Félix Maurice Antony Troncet est un peintre, aquarelliste, pastelliste, graveur et illustrateur, français, né le 23 mai 1879 à Buzançais (Indre) et mort le 26 mars 1939 à Paris.

## Biographie
Antony Troncet étudie à Paris à l'École nationale supérieure des beaux-arts et à l'Académie Julian. Il a pour maîtres Benjamin-Constant et Jean-Paul Laurens.
Ses sujets sont les nus, les portraits, les paysages et les scènes de genre.
À plusieurs reprises, il concourt sans succès pour le prix de Rome et reçoit quelques mentions.
Il expose  le portrait de Son altesse royale, la princesse Georges de Grèce (Marie Bonaparte) au Salon de 1914, le portrait d'Une petite fille blonde après la Première Guerre mondiale au Salon de 1919. Au Salon des artistes français, il envoie sa Dormeuse en 1921, le Portrait de ma mère en 1926, Au bord du lac en 1928 ,, des nus au pastel en 1930, le Portrait du chanoine Desgroux au Salon de 1931 , le Portrait du maréchal Franchet d'Espèray en 1932 .
Pendant la Première Guerre mondiale, il est affecté au service de camouflage ainsi qu'un bon nombre d'artistes.
En 1928, il obtient le prix Jean-Jacques-Henner.
Il compose aussi des poésies et reçoit le prix Le-Fèvre-Deumier de l’Académie française en 1933 pour le recueil Ut pictura poesis dans lequel il s'attache à faire revivre les grands artistes disparus.
Il réside longtemps à Montparnasse, au moins de 1911 à 1933, dans un atelier situé 5, rue Platon.

## Œuvres dans les collections publiques

### Crète
- Héraklion, musée historique : Portrait en pied du prince Georges de Grèce, 1917.

### États-Unis
- Minneapolis, Minneapolis Institute of Art : Le Martyre de saint Tarcisius, esquisse, 1908[19].

### France
- Châteauroux, musée Bertrand : Le Songe de Philétas ou Daphnis et Chloé, 1937, triptyque[20].
- Paris, École nationale supérieure des beaux-arts[21]

Œuvres d'Antony Troncet
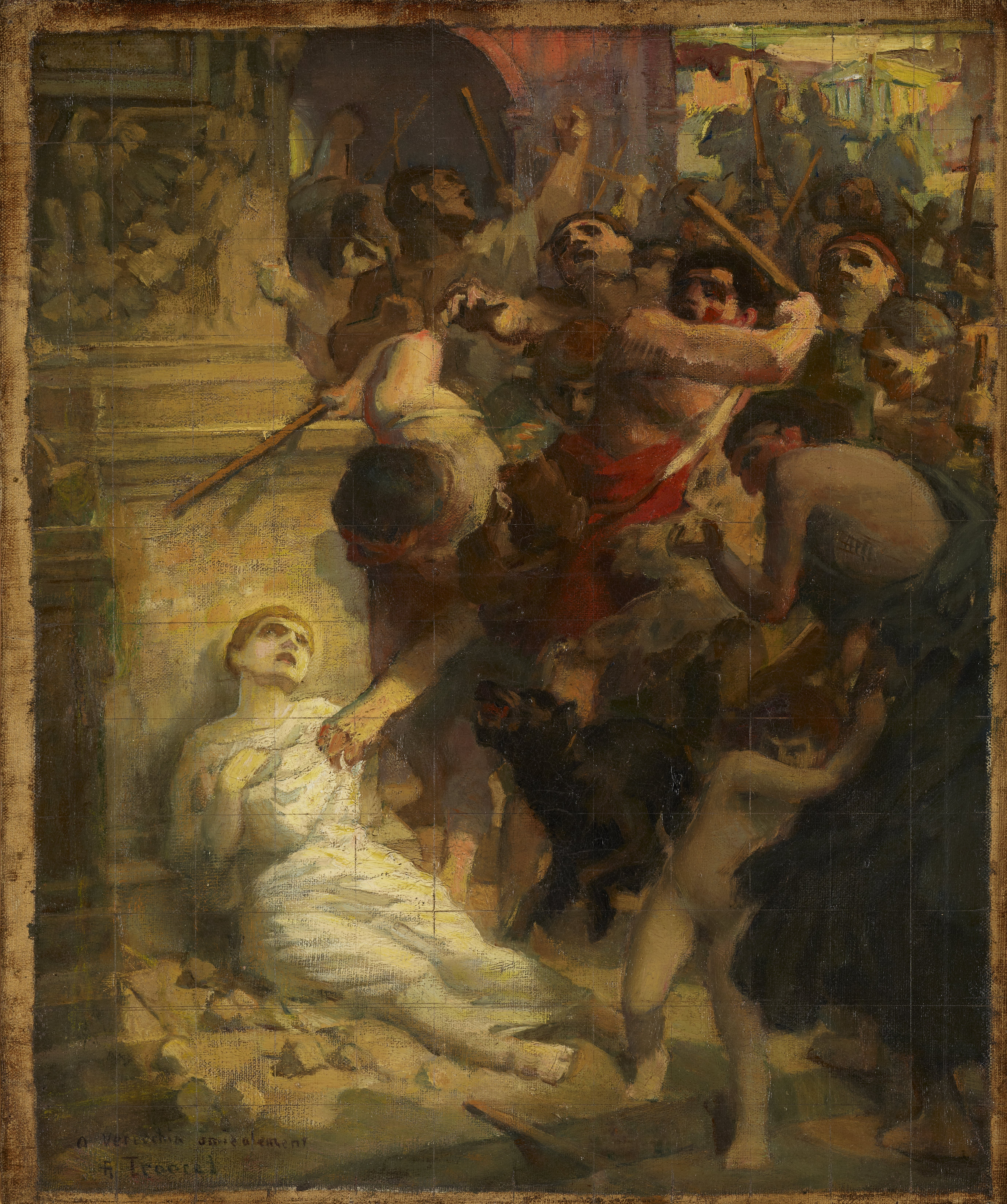
Le Martyre de saint Tarcisius (1908), esquisse pour le tableau présenté au Prix de Rome la même année, Minneapolis Institute of Art.
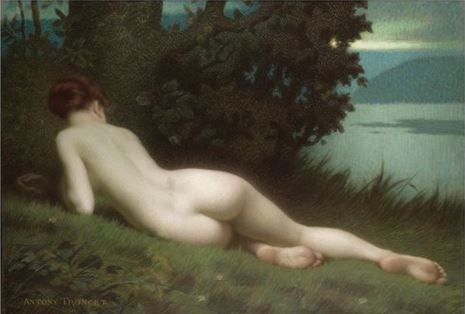
Au bord du lac (Salon de 1928)
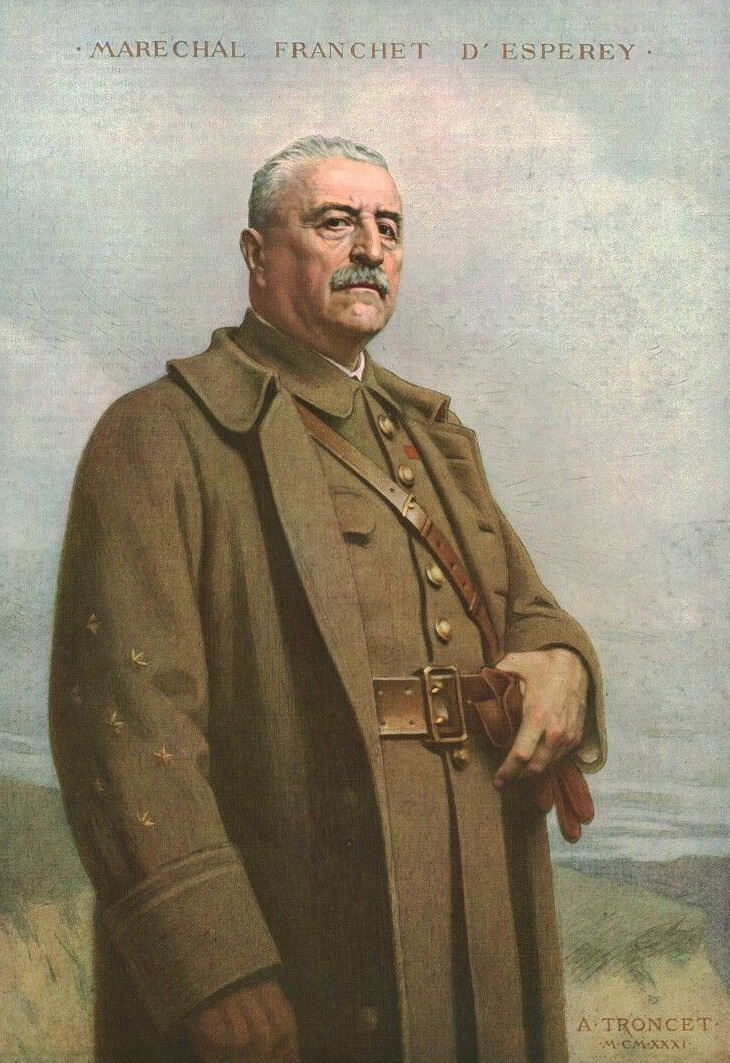
Portrait du maréchal Franchet d'Esperey (Salon de 1932).